# Huoxing
|                                                                     |  |                                                                 |
| Vue de Mars prise le 11 février 1980 par la sonde Viking 1 Orbiter. |  | Dessin de la trajectoire apparente de Mars par Johannes Kepler. |

Huoxing (chinois : 火星, pinyin : huǒxīng, littéralement « astre de feu ») et Yinghuo (chinois : 荧惑, pinyin : yínghuò, signifiant « flambeau confus, lumière égarée ») sont les noms traditionnels donnés en astrologie et en astronomie chinoise à la planète Mars.
Le caractère huǒ 火, signifiant le « feu » se retrouve dans le caractère chinois yíng 荧. L'appellation Yinghuo, qui insiste sur les notions d'égarement, de confusion, dérive peut-être du fait que Mars, dans son parcours apparent observé depuis la Terre, semble régulièrement s'arrêter et repartir en arrière, puis de nouveau avancer comme précédemment.[réf. nécessaire]
La sonde spatiale chinoise Yinghuo 1 d'exploration martienne a été nommée en référence à cette appellation traditionnelle de la planète Mars, en jouant sur l'homophonie avec la luciole (yínghuǒ), qui est le véritable nom de cette sonde.

## Référence
1. ↑  On trouve aussi la transcription Yong-ho dans la traduction des Mémoires historiques de Sima Qian par Édouard Chavannes.

- (en) Francis Richard Stephenson et David A. Green, Historical supernovae and their remnants, Oxford, Oxford University Press, 2002, 252 p. (ISBN 0198507666), pages 218 à 222.